# اسپیرولینا (مکمل غذایی)

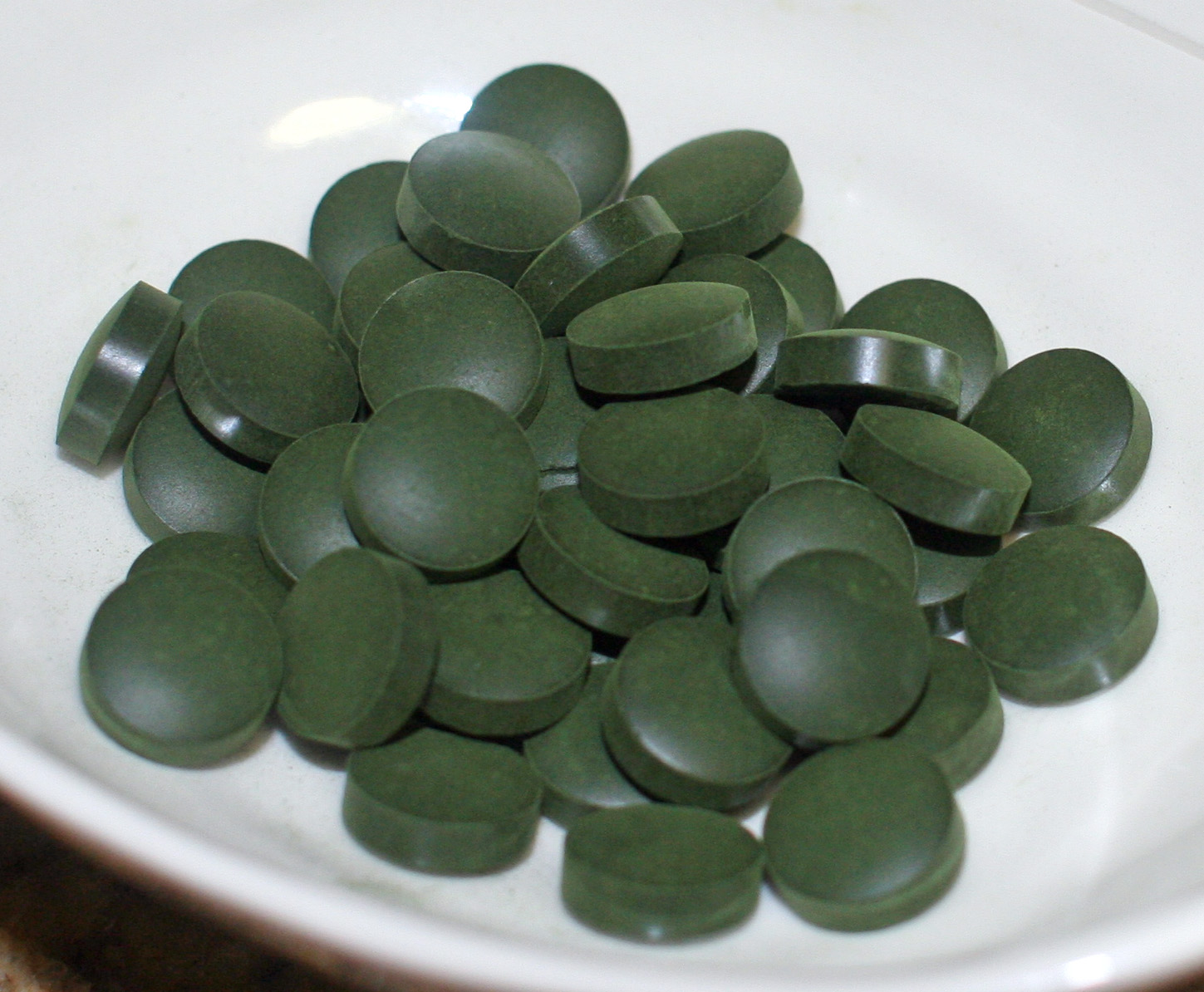
قرص‌های اسپیرولینا.

اسپیرولینا (انگلیسی: Spirulina) یک زیست‌توده از سیانوباکتر (جلبک‌های سبز آبی) است که می‌تواند توسط انسان و حیوانات مصرف شود. سه گونه آن عبارتند از بندپیچه معمولی (Arthrospira platensis)، بندپیچه لوله‌ای (A. fusiformis) و بندپیچه بیشینه (A. fusiformis).
اسپیرولینا در سطح جهان کشت شده و به عنوان یک مکمل‌های غذایی طبیعی یا غذای کامل استفاده می‌شود. این ماده همچنین به عنوان مکمل خوراکی در صنایع آبزی‌پروری، آکواریوم و ماکیان استفاده می‌شود.
دریاچه چاد که بیش از ۴۴ گونه جلبک را در خود جای داده‌است به‌ویژه یکی از بزرگترین تولیدکنندگان جلبک اسپیرولینای وحشی برای مکمل غذایی در جهان است.

## ارزش غذایی
اسپیرولینا کم‌چربی و بدون کالری است، اسیدهای آمینه آن سهم مهمی در مبارزه با بیماری‌هایی مانند دیابت و کم خونی و جلوگیری از اثرات ناتوان‌کننده آلودگی هوا بر بدن دارد. از آنجا که این ماده حاوی عناصر آنتی‌اکسیدانی است، تصور می‌شود سلول‌های رادیکال آن برای مبارزه با پیری و همچنین مشکلات سلامتی مانند سرطان، آرتروز و آب مروارید است. علاوه بر این، اسید گاما-لینولنیک موجود در اسپیرولینا رسوبات چربی را حل می‌کند، به جلوگیری از بیماری‌های قلبی و کاهش کلسترول بد کمک می‌کند.
یک بحث علمی در مورد تأثیرات اسپیرولینا به عنوان منبع اصلی غذایی بر بدن انسان وجود دارد. اگرچه اسپیرولینا برای آزتک‌ها از اهمیت زیادی برخوردار بود، اما شناخته شده‌است که این ماده غذایی فرعا و در کنار ذرت استفاده می‌شد. امروزه، در برخی از معابد بودایی در ژاپن و ایالات متحده آمریکا، اسپیرولینا اساس رژیم غذایی راهبان است.